# 大岡時親
大岡 時親（おおおか ときちか）は、鎌倉時代前期の武士。北条時政の後妻・牧の方の兄。

## 人物
『愚管抄』には大岡判官時親、『吾妻鏡』には大岡判官時親、大岡備前守時親とある。『愚管抄』によると父の名は大舎人允宗親で、『吾妻鏡』に牧の方の兄弟と見える武者所宗親（牧三郎宗親、牧武者所）と同名である。『愚管抄』における続柄と『吾妻鏡』における続柄を折衷して大舎人允宗親と武者所宗親を同一人物とする説がある一方で、大舎人允宗親と武者所宗親を別人と解釈し、後者を『吾妻鏡』において武者所宗親と入れ替わりに現れる大岡備前守時親と同一人物とする説もある（『吾妻鏡』では武者所宗親と大岡備前守時親の続柄に言及はない）。また牧三郎を宗親とするのは『吾妻鏡』の錯誤で、三郎を宗親の子で時親の兄とする説もある。
『愚管抄』には五位尉になったとある。『吾妻鏡』によると時親は妹婿でもある時政の側近として活動し、建仁3年（1203年）に時政の指示で比企能員の変における比企氏方戦死者の実検を担当している。同年、比叡山で延暦寺堂衆と学侶が対立して争乱となった際、朝廷が派遣した鎮定軍の将として横川方面に出陣する。元久2年（1205年）3月の臨時除目で備前守に任官。同年、畠山重忠の乱の際には牧の方の使者として外甥の北条義時を説得して畠山氏討伐側に引き込んだが、戦後の牧氏事件で義時らによって時政が失脚すると、時親もそれを追う形で出家した。